# Johann Strauss (1804)
Johann Baptist Strauss (Vienna, 14 marzo 1804 – Vienna, 25 settembre 1849) è stato un compositore e direttore d'orchestra austriaco.
Ricordato con l'appellativo di "Padre del valzer", assieme a Joseph Lanner, Johann Strauss è stato il creatore del valzer viennese, che seppe portare a livelli di dignità mai raggiunti fino a quel momento e contribuì alla sua diffusione nel resto del continente europeo. Con lui il valzer smise di essere una semplice danza contadina e fece il suo ingresso anche fra i livelli più alti della società, sia come musica da ballo, sia come musica da concerti.
Johann Strauss padre è altrettanto ricordato per essere stato il capostipite della celebre famiglia di compositori viennesi che comprendeva, oltre al fondatore, i suoi tre figli Johann, Josef ed Eduard. La sua fama di compositore è legata a tutt'oggi alla Radetzky-Marsch op. 228 (la Marcia di Radetzky), che viene eseguita ogni anno come fuori programma conclusivo durante il Concerto di Capodanno del Wiener Philharmoniker.

## Biografia

### Le origini e l'infanzia
La famiglia di Johann Strauss viveva a Leopoldstadt (oggi secondo distretto della città di Vienna). Suo nonno, Johann Michael Strauss, era un ebreo originario di Budapest che si era convertito al cattolicesimo per poter sposare, l'11 febbraio 1762 nel Duomo di Santo Stefano, Rosalia Buschin, figlia di un guardiacaccia originario dell'Austria Inferiore; per guadagnarsi da vivere, Johann Michael lavorava come servitore presso il Feldmaresciallo Conte Franz Von Roggendorff, che aveva combattuto nella Guerra dei sette anni.
Fra il 1763 e il 1769 la coppia ebbe quattro figli. Di questi il loro secondogenito, Franz Borgias Strauss, futuro padre di Johann, il 23 ottobre 1797 sposò Barbara Dollmann. Quando Johann Michael morì, nel 1800, la giovane coppia prese in gestione una locanda nella Flossgasse al numero 7; tale locanda era frequentata prevalentemente da marinai che navigavano sul Danubio provenienti da Linz.
Johann Strauss nacque in quella locanda il 14 marzo 1804 e venne battezzato lo stesso giorno secondo il rito cattolico romano. Dei sei figli nati dall'unione di Franz e Barbara, quattro, Anna, Franz, Josefa e Antonia morirono tutti entro il secondo anno di vita. Raggiunsero l'età adulta solo Johann e la sorella maggiore Ernestine (1798-1862) futura sposa di Karl Fux, membro dell'orchestra di Johann e che in seguito sarebbe diventato segretario di Johann jr.
La madre del piccolo Johann, Barbara morì nel 1811 e il padre si risposò l'anno successivo con Katharina Feldberger. Nel 1816, all'età di 52 anni, Franz Borgias annegò nel Danubio; la causa fu probabilmente il suicidio disperato per i pesanti debiti che aveva contratto. Katharina si risposò quasi subito con tale Golder, che si affezionò sinceramente ai figli di Franz e si dedicò con passione alla gestione della locanda, della quale riuscì in breve tempo a risollevarne le sorti nonostante i numerosi debiti che Franz aveva lasciato con i carrettieri che gli fornivano la birra.
Vivendo nella locanda che era stata del padre, Johann Strauss entrò presto in contatto con la musica avendo modo di ascoltare, con crescente passione, le esibizioni dei viandanti che vi improvvisavano dei piccoli concerti. Inizialmente Golder assecondò le inclinazioni musicali del figliastro e, in occasione della festa di San Giovanni, gli regalò un violino di rozza manifattura, fatto con legni economici.
Quando i genitori capirono che per Johann il nuovo strumento era molto più di un semplice passatempo, e che l'intenzione del giovane era quella di dedicarsi alla musica, tentarono di dissuaderlo con ogni mezzo. Golder e Katharina immaginavano per il figlio un futuro più sicuro e perciò, per distoglierlo dalle sue distrazioni e fargli imparare un mestiere, a dodici anni Johann fu mandato come apprendista presso il rilegatore Lichtscheild nella casa del barone Metsch in Taborstrasse. Quando il giovane Johann non riuscì più a sopportare l'attività di rilegatore tentò la fuga, che si chiuse brevemente quando incontrò un suonatore ambulante, tale Polischansky, nei boschi vicino alla città. Polischansky riaccompagnò Johann a casa dai genitori e riuscì a ottenere da Golder l'autorizzazione per impartire le prime lezioni di musica al ragazzo (fu comunque una preparazione piuttosto sommaria, soltanto dopo il debutto e i primi successi poté perfezionarsi con maestri di rilievo, come Leopold Jansa per il violino e Ignaz von Seyfried per la composizione).

### L'incontro con Lanner e i primi successi

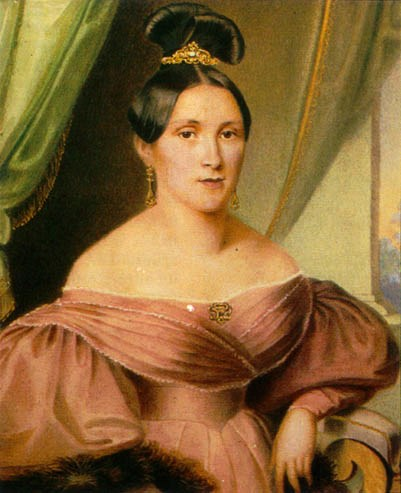
Anna Streim, moglie di Johann Strauss.

All'età di 15 anni, entrò a far parte dell'orchestra da ballo di Michael Pamer, allora una delle più celebri di Vienna, che si esibiva regolarmente al Café Sperl. Michael Pamer, nato nel 1782, era allora uno degli artisti più popolari di tutta la città e fu proprio nella sua orchestra che Johann Strauss incontrò per la prima volta colui che sarebbe diventato il suo grande amico e rivale: Joseph Lanner.
Qualche tempo più tardi, nel 1818, Lanner abbandonò l'orchestra di Pamer per fondare un trio con i fratelli boemi Karl e Johann Drahanek, rispettivamente violino e chitarra. Il trio si trasformò ben presto in un quintetto con l'ingresso di un nuovo violoncellista e di Johann Strauss alla viola.
Il quintetto, trascinato dai due giovani artisti, si impose ben presto all'attenzione del pubblico e i successi ottenuti indussero Lanner e Strauss a trasformare il piccolo complesso in una vera e propria orchestra e, successivamente, a imporre il pagamento dei biglietti. Nel giro di poco tempo l'orchestra di Lanner e Strauss si distinse come la migliore della città; in questo periodo in cui lavorarono insieme, Johann e Joseph, condividevano un piccolo alloggio nell Windmuhlgasse al numero 18.
Tuttavia, il rapporto fra Lanner e Strauss si interruppe bruscamente una sera di settembre del 1825, mentre i due compositori si stavano esibendo allo Zum Bock, un locale che Strauss e Lanner prediligevano per la sua acustica. A causa di una banale osservazione fatta da Lanner al suo collega, si accese una violenta discussione, che degenerò davanti all'intero pubblico in una accesa lite. I due artisti si separarono e quattordici strumentisti della precedente orchestra seguirono Strauss; per l'occasione, Lanner compose il Trennungs-Walzer op. 19 (Il valzer della separazione).
Nello stesso anno, l'11 luglio 1825, Johann Strauss si sposò con Anna Streim (1801-1870), ventiquattrenne figlia del proprietario della locanda "Il Gallo Rosso" dove Strauss e Lanner si erano esibiti in diverse occasioni.
Il 25 ottobre nacque il loro primogenito e futuro compositore: Johann.
Dopo aver cambiato varie abitazioni nel corso dei primi anni di matrimonio, la famiglia Strauss (che intanto si era allargata con la nascita di altri due figli) si stabilì nella Hirschenhaus sulla Tabostrasse dove occupò un appartamento separato dal resto della famiglia nel quale dedicarsi completamente alla composizione; in questa casa la famiglia Strauss trovò stabile dimora a partire dal 1834. Intanto il 22 agosto 1827 nacque il secondogenito di Johann e Anna: Josef.
Il considerevole successo ottenuto in breve tempo spinse Johann Strauss ad intensificare la propria attività arrivando a creare più complessi che potevano esibirsi contemporaneamente in più locali; nel 1830 gli strumentisti erano duecento, suddivisi in gruppi di venticinque l'uno. In quegli anni la famiglia Strauss continuò ad allargarsi, dopo Johann e Josef nacquero Anna (1829), Teresa (1831) ed Eduard (1835) mentre un altro figlio, Ferdinand, morì prematuramente pochi mesi dopo la nascita, nel 1834.
Il 4 ottobre 1829 Strauss esordì allo Sperl, dopo che, quindici anni prima, vi aveva suonato come elemento dell'orchestra di Pamer. Fra gli spettatori che ebbero occasione di assistere ai concerti di Strauss allo Sperl vi fu anche il giovane Richard Wagner che così ricordò l'evento, una sera del 1832:
(Richard Wagner)
Ad un concerto allo Sperl, nel 1833, assistette anche Heinrich Laube, che così descrisse per i lettori dell'Elegante Zeitung di Lipsia Johann Strauss:
(Heinrich Laube)

### Il valzer alla conquista dell'Europa
Nel 1833 Johann Strauss, ormai incontrastato dominatore dei locali viennesi, decise di uscire dalle mura della capitale asburgica per effettuare la sua prima tournée. Durante la sua prima trasferta si esibì a Budapest, Dresda, Lipsia e Berlino dove ebbe il privilegio di esibirsi dinanzi al re di Prussia e alla sua corte; il critico berlinese Eduard Maria Ottinger scrisse:
(Eduard Maria Ottinger)
Mentre si trovava a Praga, Strauss conobbe una nuova danza che tanto spazio avrebbe poi avuto nella produzione di famiglia: la Polka. Questa danza per lo più vivace, in 2/4, aveva avuto origine in Boemia (secondo la tradizione a inventarla fu una giovane contadina) e fu portata a Vienna nel 1839 dalla banda di un Reggimento militare.
Assai rilevante, per la carriera di Johann Strauss, fu il primo viaggio a Parigi. Il compositore vi debuttò con un concerto inaugurale il 1º novembre 1837, a questo evento (che si concluse in un vero trionfo) assistettero anche compositori come Adam, Auber, Berlioz, Cherubini, Meyerbeer e Paganini. Il 5 novembre Strauss si esibì alle Tuileries, davanti al re Luigi Filippo e al re Leopoldo del Belgio che, a fine del concerto, vollero incontrarlo per congratularsi con lui. Successivamente Strauss firmò un accordo con Philippe Musard (1793-1859), violinista, compositore e direttore per la musica da ballo col quale tenne una trentina di concerti nella capitale francese (per arrivare ad un totale di ottantasei concerti complessivi).
Dopo i successi ottenuti in Francia, Strauss e la sua orchestra si spostarono a Londra. Dopo lo spettacolo inaugurale, il Morning Post scrisse:
(Morning Post)
Proprio in quel 1837, più precisamente il 28 giugno, ebbe luogo l'incoronazione della Regina Vittoria (che si rivelò una preziosa alleata del musicista per la futura affermazione del valzer nel suo paese) e Strauss, ricevuto dall'aristocrazia inglese con tutti gli onori, prese parte ai festeggiamenti reali. Oltre che a Londra, il compositore si esibì anche a Birmingham, Glasgow e in altri centri per un totale di settantadue esibizioni. Sebbene nei suoi ambiziosi progetti vi fosse anche il desiderio di recarsi oltreoceano, la reticenza dei suoi strumentisti, e una malattia che lo colpì nel 1838, gli fecero rinunciare al progetto.

### Il ritorno a Vienna

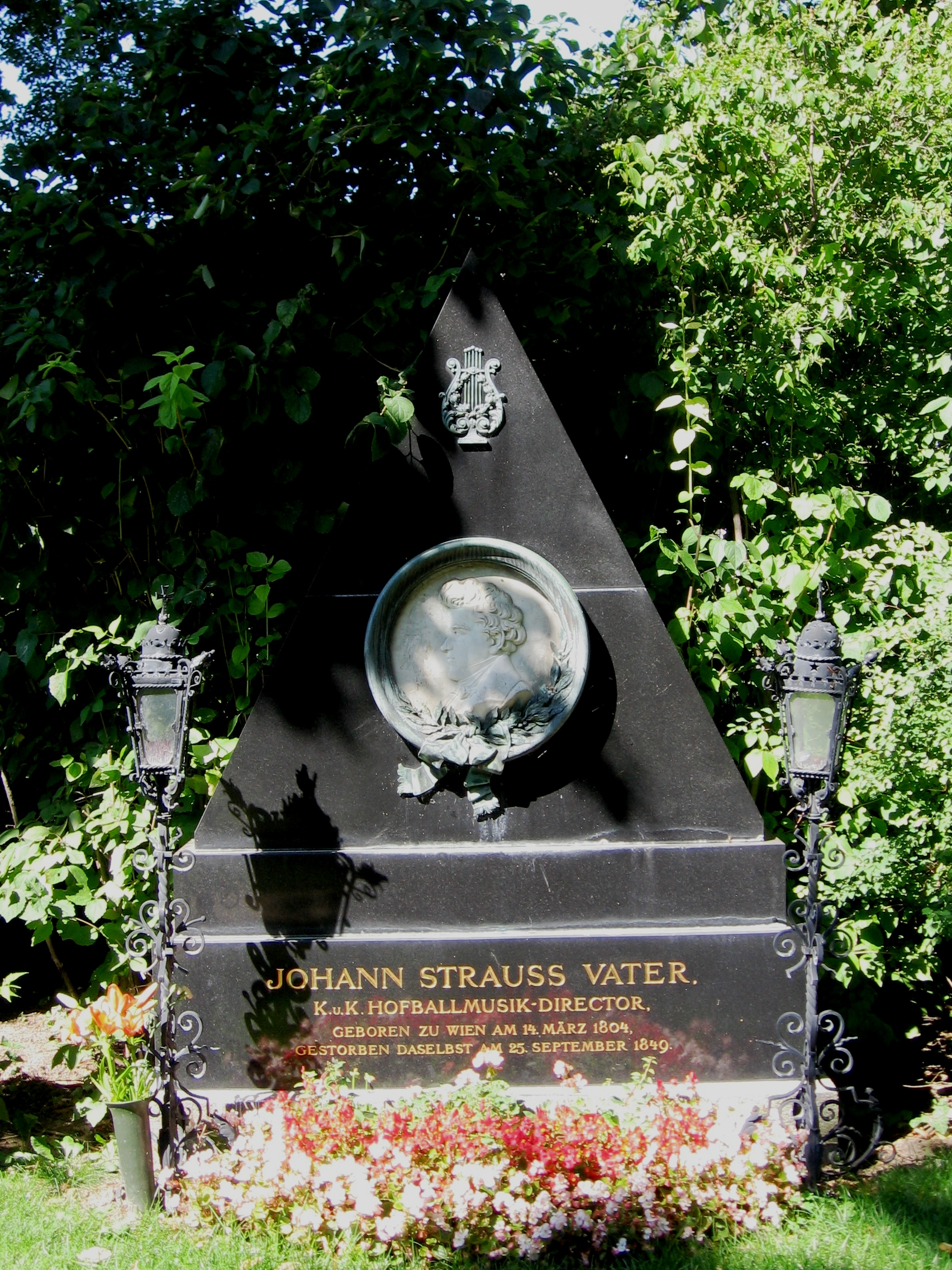
La tomba di Johann Strauss padre al Cimitero Centrale di Vienna.

Tornato a Vienna, dopo un periodo di convalescenza, il 13 gennaio 1839, Strauss si ripresentò allo Sperl accolto da un'autentica ovazione da parte del pubblico viennese che con trepidazione aveva seguito le sue avventure e i brillanti successi nelle maggiori città europee. L'anno successivo ottenne l'autorizzazione per poter partecipare ai Balli di Corte alternandosi con Lanner; ma quando, nel 1843, Lanner morì contagiato dal tifo, Strauss si ritrovò senza rivali, in una posizione di assoluto dominio sulle scene musicali viennesi (fu proprio Strauss a dirigere la musica ai funerali del compagno di avventure).
Intanto la situazione famigliare andava sempre più peggiorando: fra Johann e Anna i rapporti si erano già raffreddati da diversi anni, anche a causa dei figli. Johann criticava la moglie per i suoi metodi educativi e soprattutto le rimproverava di aver concesso a Johann e Josef di prendere lezioni di musica. La principale ragione dei dissidi era comunque la doppia vita di Strauss: il compositore, infatti, aveva due famiglie a Vienna. Quella ufficiale, con Anna e i suoi figli, e quella segreta, con una giovane cappellaia, Emilie Trampusch, incontrata a Vienna nel 1833.
Fra il 1835 e il 1844 Emilie diede a Johann altri sei figli; quando la moglie Anna, dopo aver per tempo ignorato i tradimenti del marito, gli impose una scelta fra la prima o la seconda famiglia, Johann scelse la seconda. Nel 1844 Anna chiese il divorzio che le venne concesso due anni dopo e intanto, grazie anche all'allontanamento del padre dalla famiglia, il giovane Johann jr. fu libero di debuttare come compositore e direttore d'orchestra al Casinò Dommayer di Hietzing, vicino al Palazzo di Schönbrunn. Il 7 gennaio 1846 chiese all'imperatore il titolo di Direttore musicale del Balli di Corte, e il successivo 24 gennaio gli venne concesso.

### La rivoluzione del 1848 e la morte
Le rivoluzioni che attraversarono l'Europa in quel periodo non risparmiarono neppure Vienna, dove l'ondata rivoluzionaria giunse nella capitale austriaca il 13 marzo 1848, con violente manifestazioni di protesta da parte di studenti e lavoratori contro lo stato di polizia messo in piedi da Metternich; a quel punto le divergenze tra padre (sostenitore della monarchia) e figlio (sostenitore dei rivoluzionari) diventarono ancora più evidenti.
Fu proprio in questo periodo che vide la luce quello che sarebbe stato destinato a divenire il brano più celebre del compositore: la Radetzky-Marsch op. 228 (La Marcia di Radetzky). Il compositore la eseguì il 31 agosto 1848 al Water-Glass di Vienna davanti ad una folla di ufficiali dell'esercito convenuti per festeggiare il Feldmaresciallo Radetzky, l'eroe che aveva piegato la resistenza italiana sconfiggendo il re Carlo Alberto.
Ripetuta quattro volte, la marcia divenne fin dall'inizio l'inno spirituale dei soldati austriaci, ma ciò valse a Strauss l'avversione da parte dei rivoluzionari delusi. A Praga fu fischiato, a Heilbronne e a Heidelberg in Germania, alcuni studenti inscenarono una manifestazione di protesta davanti all'albergo in cui alloggiava. Trovò un po' di serenità solo a Londra, dove incontrò il cancelliere Metternich che vi si trovava in esilio; e proprio in quel viaggio nel Regno Unito, durante un concerto, si esibì al suo fianco la cantante Jetty Treffz, che sarebbe divenuta, qualche anno più tardi, la prima moglie di suo figlio Johann jr.
La sua situazione non fece altro che peggiorare quando, rientrato a Vienna, il 16 settembre eseguì la Jellacic-Marsch, dedicata al croato Josip Jelačić, colui che il 31 ottobre aveva riconquistato Vienna per gli Asburgo e che, per la crudeltà e la fermezza dei suoi metodi con cui piegò i moti rivoluzionari, era inviso anche a molti filoasburgici. Qualche giorno dopo si ammalò gravemente e, assistito da Emilie, si spense il 25 settembre 1849 contagiato dalla scarlattina.
Al suo funerale assistettero migliaia di persone e durante la funzione venne eseguito il valzer Das Wanderers Lebewohl op. 237 (L'addio del viandante) che Strauss aveva scritto prima di partire per la sua ultima tournée. Inizialmente Johann padre ebbe sepoltura nel cimitero di Oberdöbling e successivamente, nel 1904, i suoi resti vennero riesumati e spostati in una tomba d'onore nel Zentralfriedhof (Cimitero Centrale) nell'area dedicata ai grandi compositori, a fianco dell'amico e rivale Joseph Lanner.

## Opere
Opus 1 - 99
- Op.1 - Täuberln-Walzer (1826)

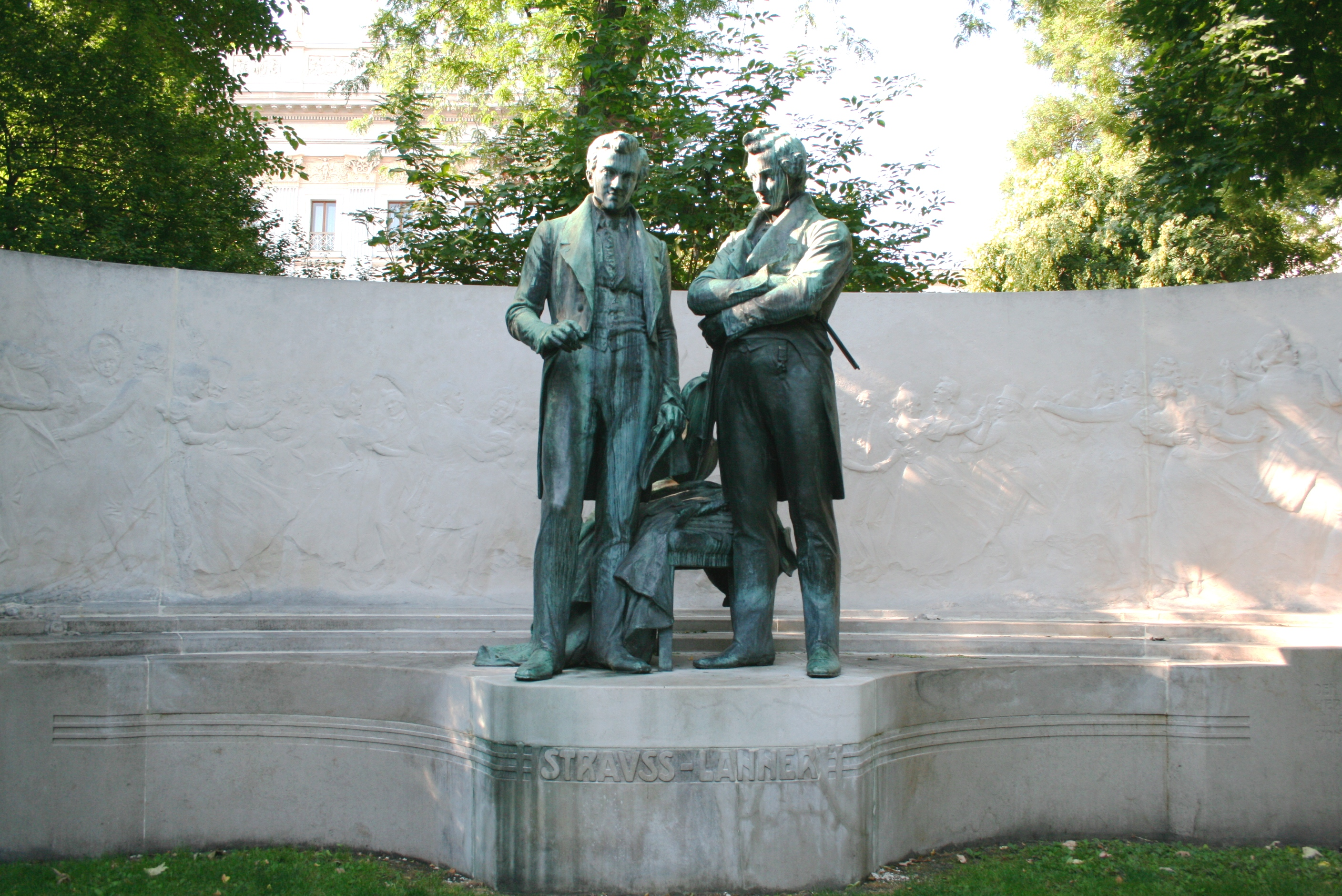
Il monumento ai due padri del valzer viennese, Johann Strauss padre e Joseph Lanner. Vienna Rathauspark (Parco del Municipio).

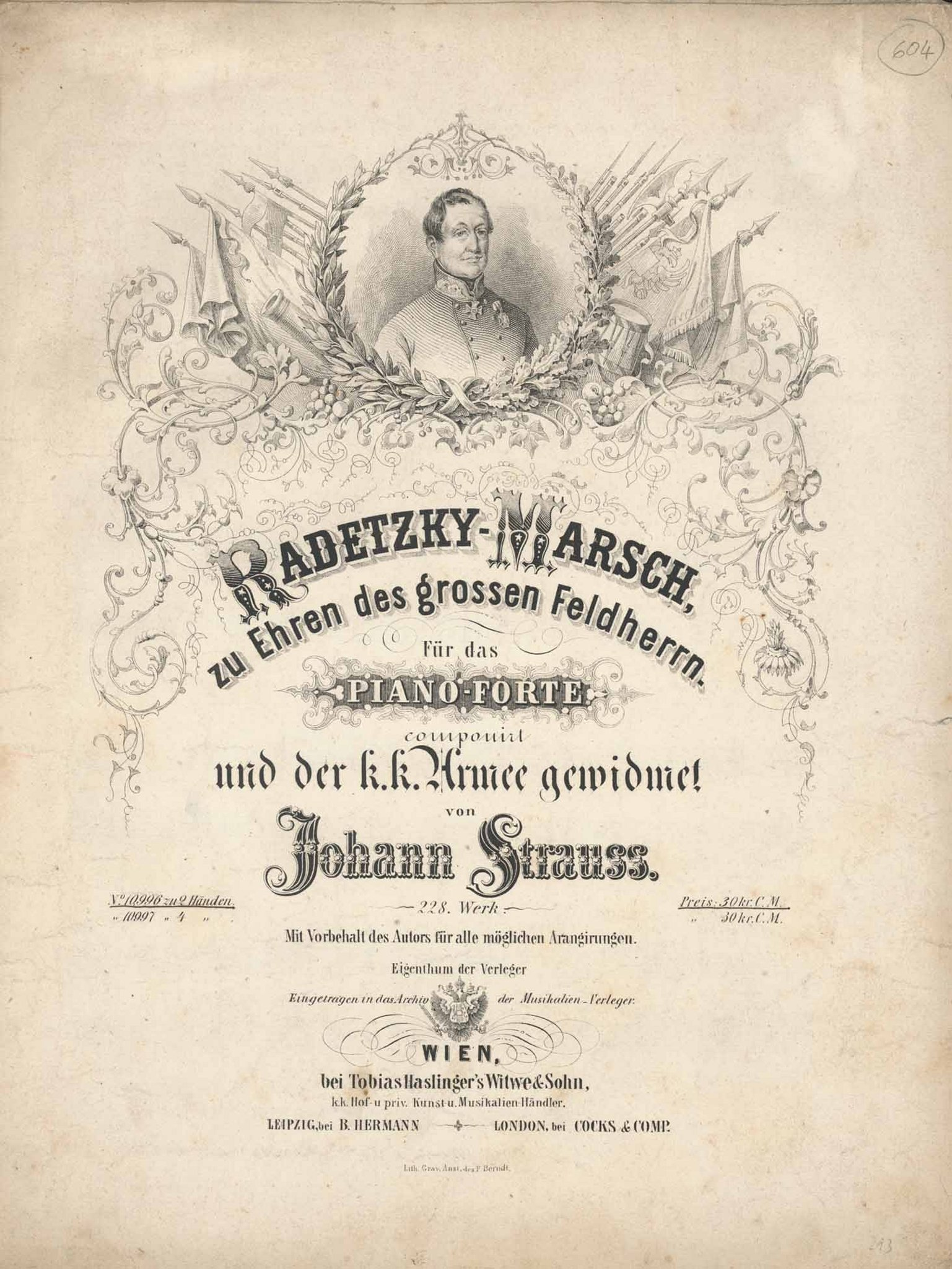
Radetzky-Marsch.

- Op.2 - Döblinger Réunion-Walzer (1826)
- Op.3 - Wiener Carneval-Walzer (1827)
- Op.4 - Kettenbrücke-Walzer (1827)
- Op.5 - Gesellschafts-Walzer (1827)
- Op.6 - Wiener Launen-Walzer (1827)
- Op.7 - Alpenkönig-Galoppe
  - No. 1
  - No. 2
- Op.8 - Champagner-Galoppe
- Op.9 - Seufzer-Galoppe
- Op.10 - Alte und Neue Tempête, Polstertanz und Galoppade
- Op.11 - Walzer (à la Paganini)
- Op.12 - Krapfen-Waldel-Walzer
- Op.13 - Die beliebten Trompetenwalzer
- Op.14 - Champagner-Walzer
- Op.15 - Die so sehr beliebten Erinnerungs-Ländler
- Op.16 - Fort nacheinander! Walzer
- Op.17 - Gesellschafts-Galoppe
- Op.18 - Lustlager-Walzer
- Op.19 - II te Lieferung der Kettenbrücke-Walzer
- Op.20 - Chineser-Galoppe
- Op.21 - Carolinen-Galoppe
- Op.21a - Kettenbrücke-Galoppe
- Op.22 - Es ist nur ein Wien! Walzer
- Op.23 - Josefstädter Tänze (Walzer)
- Op.24 - Hietzinger Reunion (Walzer)
- Op.25 - Der unzusammenhängende Zusammenhang. Potpourri
- Op.26 - Frohsinn im Gebirge (Walzer)
- Op.27 - Erinnerungs-Galoppe
- Op.28 - Hirten-Galoppe
- Op.29a - Wettrennen-Galloppe
- Op.29b - Wilhelm Tell-Galoppe
- Op.30 - Sperls Festwalzer
- Op.31 - Des Verfassers beste Laune (Charmant-Walzer, 1829)
- Op.32 - Schwarz'sche Ball-Tänze (1830)
- Op.33 - Benefice-Walzer (1830)
- Op.34 - Gute Meinung für die Tanzlust (Walzer, 1830)
- Op.35 - Einzugs-Galopp (1831, ca.)
- Op.36a - Ungarische Galoppe 1 (1831)
- Op.36b - Ungarische Galoppe 2 (1831)
- Op.36c - Ungarische Galoppe 3 (1831)
- Op.37 - Wiener Tagsbelustigung. (Zweytes) Potpourri
- Op.38 - Souvenir de Baden (Helenen-Walzer)
- Op.39 - Tivoli-Rutsch-Walzer
- Op.40 - Wiener Damen Toiletten-Walzer
- Op.41 - Fra Diavolo. Cotillons
- Op.42 - Sperl-Galopp
- Op.43 - Der Raub der Sabinerinnen Characteristisches Tongemälde
- Op.44 - Contredanses
- Op.45 - Tivoli-Freudenfest-Tänze Tivoli-Fest-Walzer
- Op.46 - Musikalisches Ragout. Drittes Potpourri
- Op.47 - Vive la Danse! Walzer (1831)
- Op.48 - Heiter auch in ernster Zeit. Walzer (1831)
- Op.49 - "Das Leben ein Tanz, oder Der Tanz ein Leben! Walzer" (1832)
- Op.50 - Cotillons nach beliebten Motiven aus der Oper: Die Unbekannte (La Straniera)
- Op.51 - Hofball-Tänze
- Op.52 - Bayaderen-Galopp
- Op.53 - Bajaderen-Walzer
- Op.54 - Contratänze
- Op.55 - Ein Strauss von Strauss. Aus Tonblumen. Viertes Potpourri
- Op.56 - Alexandra-Walzer
- Op.57 - Zampa-Walzer
- Op.58 - Mein schönster Tag in Baden. Walzer (1835)
- Op.59 - Die vier Temperamente. Walzer
- Op.60 - Carnevals-Spende. Walzer
- Op.61 - Tausendsapperment-Walzer
- Op.62a - Zampa-Galopp
- Op.62b - Montecci-Galopp
- Op.63 - Der Frohsinn, mein Ziel. Walzer
- Op.64 - Robert-Tänze. Walzer
- Op.65 - Mittel gegen den Schlaf. Walzer
- Op.66 - Emlék Pestre. Erinnerung an Pesth. Walzer
- Op.67 - Erste Walzer-Guirlande
- Op.68 - Gabrielen-Walzer
- Op.69 - Fortuna-Galopp
- Op.70 - Pfennig-Walzer
- Op.71 - Elisabethen-Walzer
- Op.72 - Cotillons nach beliebten Motiven aus der Oper: Der Zweykampf
- Op.73 - Original Parade-Marsch
- Op.74 - Venetianer-Galopp
- Op.75 - Iris-Walzer
- Op.76 - Rosa-Walzer (1836)
- Op.77 - Walzer-Guirlande No.2 (1835)
- Op.78 - Erinnerung an Berlin. Walzer
- Op.79 - Gedankenstriche. Walzer
- Op.80 - Huldigungs-Walzer (1836)
- Op.81 - Grazien-Tänze (Walzer)
- Op.82 - Philomelen-Walzer (1835)
- Op.83 - Merkurs Flügel. Walzer
- Op.84 - Heimath-Klänge. Walzer
- Op.85 - Reise-Galopp
- Op.86 - Ballnacht-Galopp
- Op.87 - Erinnerung an Deutschland. Walzer
- Op.88 - Die Nachtwandler. Walzer
- Op.89 - Eisenbahn-Lust-Walzer
- Op.90 - Jugendfeuer, Galopp
- Op.91 - Krönungs-Walzer
- Op.92 - Cotillons über Thema aus der Oper: Die Hugenotten, von Meyerbeer
- Op.93 - Galopp nach Motiven aus der Oper: Die Hugenotten
- Op.94 - Künstler-Ball-Tänze (Walzer)
- Op.95 - Brüssler Spitzen. Walzer (1837)
- Op.96 - Ball-Racketen. Walzer (1837)
- Op.97 - Cachucha-Galopp
- Op.98 - Pilger am Rhein. Walzer
- Op.99 - Bankett-Tänze (Walzer)

Opus 100 - 199
- Op.100 - Der carneval in Paris. Galopp
- Op.101 - Paris. Walzer (1838), er enthält eine gekonnte Dreivierteltaktversion der Marseillaise in der Coda
- Op.102 - Original Parademarsch
- Op.103 - Huldigung der Königin Victoria von Grossbritannien (Walzer)
- Op.104 - Boulogner Galopp (nach: Die Botschafterin vor Auber)
- Op.105 - Freuden-Grüsse. Walzer (1839)
- Op.106 - Musikalischer Telegraph. 5tes Potpourri
- Op.107 - Versailler Galopp
- Op.108 - Gitana-Galopp
- Op.109 - Exotische Pflanzen. Walzer
- Op.110 - Taglioni-Walzer
- Op.111 - Indianer-Galopp
- Op.112 - Londoner-Saison-Walzer
- Op.113 - Die Berggeister. Walzer
- Op.114 - Furioso-Galopp nach Liszt's Motiven
- Op.115 - Rosen-Blätter. Walzer
- Op.116 - Wiener-Gemüths-Walzer (1840)
- Op.117 - Gibellinen-Galopp
- Op.118 - Myrthen. Walzer
- Op.119 - Tanz-Recepte. Walzer
- Op.120 - Cäcilien-Walzer mit dem beliebten Tremolo (1839)
- Op.121 - Dritte Walzer-Guirlande
- Op.122 - Palm-Zweige. Walzer
- Op.123 - Amors-Pfeile. Walzer
- Op.124 - Wiener Carnevals-Quadrille (Original-Motive)
- Op.125 - Elektrische Funken. Walzer
- Op.126 - Erinnerung an Ernst oder: Der Carneval in Venedig. Fantasie
- Op.127 - Deutsche Lust oder: Donaulieder ohne Text. Walzer
- Op.128 - Apollo-Walzer (1839)
- Op.129 - Adelaiden-Walzer (1841)
- Op.130 - Jubel-Quadrille
- Op.131 - Die Wettrenner. Walzer
- Op.132 - Die Deputanten. Walzer
- Op.133 - Beliebte Sperl-Polka
- Op.134 - Egerien-Tänze. Walzer (1842)
- Op.135 - Die Tanzmeister. Walzer
- Op.136 - Stadt und Landleben. Walzer
- Op.137 - Beliebte Annen-Polka
- Op.138 - Mode-Quadrille
- Op.139 - "Die Fantasten, Walzer"
- Op.140 - Musik-Verein-Tänze. (Walzer)
- Op.141 - Minnesänger. Walzer
- Op.142 - Haute-Volée-Quadrille
- Op.143 - Latonen-Walzer
- Op.144 - Parade-Marsch
- Op.145 - Minos-Klänge. Walzer
- Op.146 - Die Lustwandler. Walzer
- Op.147 - Walhalla-Toaste. Walzer
- Op.148 - Saison-Quadrille
- Op.149 - Die Dämonen. Walzer
- Op.150 - Künstler-Ball-Tänze (Walzer)
- Op.151 - Ferdinand-Quadrille
- Op.152 - Tanz-Capricen. Walzer
- Op.153 - Anna-Quadrille
- Op.154 - Loreley-Rhein-Klänge. Walzer (1843)
- Op.155 - Brüder Lustig. Walzer (im Ländler-Style)
- Op.156 - Asträa-Tänze (Walzer)
- Op.157 - Volksgarten-Quadrille
- Op.158 - Redoute-Quadrille
- Op.159 - Nur Leben! Walzer
- Op.160 - Waldfräuleins Hochzeits-Tänze (Walzer)
- Op.161 - Salon-Polka
- Op.162 - Orpheus-Quadrille
- Op.163 - Frohsinns-Salven. Walzer
- Op.164 - Aurora-Festklänge. Walzer
- Op.165 - Fest-Quadrille
- Op.166 - Rosen ohne Dornen. Walzer
- Op.167 - Wiener Früchteln. Walzer
- Op.168 - Willkommen-Rufe. Walzer
- Op.169 - Quadrille über beliebte Motive aus der Oper: Die vier Haimonskinder
- Op.170 - Maskenlieder. Walzer
- Op.171 - Eunomien-Tänze (Walzer)
- Op.172 - Odeon-Tänze (Walzer)
- Op.173 - Marianka-Polka
- Op.174 - Musen-Quadrille
- Op.175 - Faschings-Possen. Walzer
- Op.176 - Geheimnisse aus der Wiener Tanzwelt. Walzer (1845)
- Op.177 - Flora-Quadrille
- Op.178 - Stradella-Quadrille
- Op.179 - Österreichische Jubelklänge. Walzer
- Op.180 - Sommernachts-Träume. Walzer
- Op.181 - Heitere Lebensbilder. Walzer
- Op.182 - Die Landjunker. Walzer
- Op.183 - Amoretten-Quadrille
- Op.184 - Concordia-Tänze (Walzer)
- Op.185 - Sofien-Tänze (Walzer)
- Op.186 - Moldau-Klänge. Walzer
- Op.187 - Concert-Souvenir-Quadrille
- Op.188 - Österreichischer Fest-Marsch
- Op.189 - Die Vortänzer. Walzer
- Op.190 - Epionen-Tänze. (Walzer)
- Op.191 - Zigeunerin-Quadrille
- Op.192 - Esmeralda-Marsch (Wiener Bürger Märsche No 6)
- Op.193 - Festlieder. Walzer
- Op.194 - Eldorado-Quadrille
- Op.195 - Die Unbedeutenden. Walzer
- Op.196 - Charivari-Quadrille
- Op.197 - Bouquets. Walzer
- Op.198 - Ländlich, sittlich Walzer
- Op.199 - Neujahrs-Polka

Opus 200 - 299
- Op.200 - Souvenir de Carneval 1847. Quadrille
- Op.201 - Themis-Klänge. Walzer
- Op.202 - Eisele- und Beisele-Sprünge (1847)
- Op.203 - Herz-Töne. Walzer
- Op.204 - Helenen-Walzer (1848)
- Op.205 - Triumph-Quadrille
- Op.206 - Najaden-Quadrille
- Op.207 - Schwedische-Lieder. Walzer
- Op.208 - Die Schwalben. Walzer
- Op.209 - Österreichischer Defilier-Marsch
- Op.210 - Beliebte Kathinka-Polka
- Op.211 - Beliebte Quadrille nach Motiven aus Auber's Oper: Des Teufels Antheil
- Op.212 - Marien-Walzer
- Op.213 - Feldbleamel'n. Walzer (im Ländlerstyle)
- Op.214 - Nádor Kör. Palatinal-Tanz
- Op.215 - Martha-Quadrille
- Op.216 - Die Adepten. Walzer
- Op.217 - Schäfer-Quadrille
- Op.218 - Tanz-Signale. Walzer
- Op.219 - Fortuna-Polka
- Op.220 - Wiener Kreuzer-Polka
- Op.221 - Österreichischer National-Garde-Marsch
- Op.222 - Aeaciden. Walzer
- Op.223 - Marsch der Studenten-Legion
- Op.224 - Amphion-Klänge. Techniker-Ball Tänze. Walzer
- Op.225 - Aether-Träume. Mediciner-Ball Tanze. Walzer
- Op.226 - Freiheits-Marsch
- Op.227 - Marsch des einigen Deutschlands
- Op.228 - Radetzky-Marsch (1848)
- Op.229 - Quadrille im militärischen Style
- Op.230 - Sorgenbrecher. Walzer
- Op.231 - Brünner National-Garde-Marsch
- Op.232 - Landesfarben. Walzer
- Op.233 - Huldigungs-Quadrille
- Op.234 - Louisen-Quadrille
- Op.235 - Piefke und Pufke-Polka
- Op.236 - Damen-Souvenir-Polka
- Op.237 - Des Wanderers Lebewohl. Walzer
- Op.238 - Alice-Polka
- Op.239 - Frederica-Polka
- Op.240 - Zwei Märsche der kön. spanischen Nobel-Garde 
  - No 1: Triumph-Marsch
  - No 2: Manövrir-Marsch
- Op.241 - Die Friedensboten. Walzer
- Op.242 - Soldaten-Lieder. Walzer
- Op.243 - Almacks-Quadrille
- Op.244 - Jelačić Marsch (Jellacic-March)
- Op.245 - Wiener Jubel-Marsch
- Op.246 - Wiener Stadt-Garde-Marsch
- Op.247 - Deutsche Jubellaute. Walzer
- Op.248 - Quadrille ohne Titel
- Op.249 - Exeter-Polka
- Op.250 - Fliegende Blätter. Großes Potpourri
- Op.251 - Melodische Tändelein. Fantasie

Opus senza numerazione (WoO)
- Walzer mit Coda i F
- Walzer für den Carneval 1820
- Sieben Walzer in F
- Original-Parade-Marsche (Wiener-Bürger-Märsche No.1)
- Marsche nach Zampa (Wiener-Bürger-Märsche No.2)
- Marsche nach Robert der Teufel (Wiener-Bürger-Märsche No.3)
- Original-Parade-Marsche (Op.73) (Wiener-Bürger-Märsche No.4)
- Original-Parade-Marsche (Op.102) (Wiener-Bürger-Märsche No.5)
- Esmeralda-Marsche (Op.192) (Wiener Bürger-Marsche No 6)
- Erste ungarische Galoppe (Op.36a)
- Zweite ungarische Galoppe (Op.36b)
- Dritte ungarische Galoppe (Op.36c)
- Schauer-Galopp
- Stelldichein-Galopp
- Charmant-Polka
- Launen-Polka
- Galopp No.1 from "Die Stumme von Portici"
- Galopp No.2 from "Die Stumme von Portici"
- Das Fest der Handwerker (Galop)
- Polka in Es
- Jäger-Polka
- Quadrille nach Motiven aus der Oper "Anna Bolena"
- Pariser-Polka nach englischen Motiven
- Militär-Quadrille
- Souvenir de Liszt
- Strauss Soirée. 1tes Heft
- Strauss Soirée. 2tes Heft
- Strauss Soirée. 3tes Heft
- Strauss Soirée. 4tes Heft
- Strauss Soirée. 5tes Heft
- Letzter Gedanke von Johann Strauss